# Lenti
Lenti es una ciudad ubicada en el condado de Zala, Hungría.

## Superficie
Posee una superficie de 73,79 kilómetros cuadrados.

## Demografía
Hasta 2021 la población era de 7176 habitantes, con una densidad de población de 97,24 habitantes por kilómetro cuadrado. En 2011 el 86,3% de la población estaba conformada por húngaros y la religión predominante era el catolicismo.